# 山田太郎 (参議院議員)
山田 太郎（やまだ たろう、1967年〈昭和42年〉5月12日 - ）は、日本の政治家、実業家、教育者。自由民主党所属の参議院議員（3期）。参議院地方創生及びデジタル社会の形成等に関する特別委員長。表現の自由を守る会会長。エンターテイメント表現の自由の会名誉顧問。YouTuber。
デジタル大臣政務官兼内閣府大臣政務官（規制改革・行政改革・個人情報保護法・サイバーセキュリティー・PFI等担当）（第1次岸田内閣・第2次岸田内閣）、文部科学大臣政務官兼復興大臣政務官（第2次岸田第2次改造内閣）、自由民主党参議院政策審議会副会長、日本を元気にする会政務調査会長兼幹事長代行、みんなの党政務調査会副会長（経済政策担当）、ロボコム株式会社取締役、辻・本郷税理士事務所顧問、株式会社ニューカルチャーラボ代表取締役社長、株式会社ユアロップ代表取締役社長、ロジサイエンス代表取締役社長、ネクステック株式会社代表取締役社長、パラメトリック・テクノロジー・コーポレーションバイスプレジデント、早稲田大学理工学術院非常勤講師、東京工業大学大学院社会理工学科特任教授、早稲田大学大学院商学研究科（早稲田大学ビジネススクール）客員准教授、東京大学大学院工学系研究科（工学部システム創成学科）非常勤講師を歴任。

## 来歴

### 生い立ち
1967年、東京都大田区に生まれ、同区で幼少時代を過し、小学校時代に母子家庭となる。麻布中学校・高等学校では、生徒会長にあたる予算委員会の議長や事務局長の歴任。その後、慶應義塾大学経済学部に入学。NGOのピースボートにも参加し「ピースボートの活動は、目的を持って何かを成し遂げたという達成感があった」と述べ、ピースボートの参加経験は「その時々にこそできることがある」という信念につながっていると語った。ほかにも50ヵ国以上の世界を飛び回り、TBSラジオの制作に携わり自ら番組にも出演していた。
なお、山田は高校から大学にかけて、ニュースキャスターであり参議院議員でもあった國弘正雄の世話を受け、「社会の厳しさや世の中の仕組みを先生の書生として手取り足取り学ばせて頂きました」と語っている。國弘にお礼をしようとした山田は、その國弘から「俺にではなく、若者に何かを尽くせ」と言われたことを受け、後述の実業家と並行し、教育者として2001年から議員当選後の2014年まで東京大学・早稲田大学・東京工業大学などで技術経営・アントレプレナーシップの正規授業・ゼミを担当した。さらに、2025年には「山田塾」を開催し、講師として講義を行った。

### 実業家
大学卒業後は、アンダーセンコンサルティング（現：アクセンチュア）に入社。NHK等マスコミ関係への就職も視野に入れていたが、2年留年したため、年齢に寛容なのが外資しかなかったため入社したとしている。
その後、バーンジャパンに入社。オランダ製ERPパッケージのバーンを日本に導入する。この頃から製造業のコンサルティングやシステム開発に携わる。同社が日本に進出した際のスターティングメンバーとして日本法人立ち上げに参画する。さらに、プライスウォータハウス（現：日本IBM）に入社。製造業をはじめ様々な企業のコンサルティングを行う。その後、パラメトリック・テクノロジー・コーポレーションに入社。マーケティング担当の副社長となり、米国本社と日本との往来を繰り返す。
2001年、退職して製造業専門専業のコンサルティング会社ネクステックを創業設立し、代表取締役社長に就任。当時、設計領域のソリューションであるPLMについて日本の製造業に幅広く普及させる。2005年に東証マザーズに上場し、設立から実質3年半で上場まで導いた。同年には「アントレプレナー・オブ・ザ・イヤー2005」ファイナリスト受賞し、2006年には「創業・ベンチャー国民フォーラム」起業家部門受賞。その後、フォーリンク社、ポータル社を次々と買収、子会社化する。
2007年には中国兆維グループのIT子会社を買収、中国市場へも展開し、「日中韓若手経済人」賞受賞。「ガイアの夜明け」「ブルーンバーグ」等テレビやラジオに多数出演した。その他、経済産業省「ベンチャー企業の成長に関する研究会」委員、日本経団連企業創造委員会メンター研究会委員などを歴任。早稲田大学大学院アジア太平洋研究科博士課程単位取得退学。東京工業大学特任教授、早稲田大学ビジネススクール准教授にも就任する。なお、北京航空航天大学名誉教授、深圳清華大学研究院講師として2006年に現地で一度、日本国内で数回講演や講義を行っているが、「名誉教授」とは記念講演を行った際に付与される称号であり、自身が同校の教官や研究員、その他メンバーであるといった事実はなく、両校のいずれとも共同研究やプロジェクトの共同実施等を行った事実はないと説明している。
2008年、同社増資により富士ソフトと経営共創基盤の子会社となり
社長を退任し、取締役顧問となった。2009年にネクステックが2期連続で債務超過を解消できず、東証マザーズ上場廃止。なお、この債務超過は2008年にM&Aに関する会計制度の変更と、それに伴う減損会計が原因であり、山田の自宅や財産を現物出資することとなった。この会計制度の変更は、山田の政治の原点の一つとなった。
同社を完全退任後、物流・卸売業を中心にコンサルティングを行うロジサイエンスを創業、社長に就任。また、東京大学や早稲田大学の非常勤講師を務めた。2011年には株式会社ユアロップの代表取締役に就任、日本の技術系企業の海外進出を支援するサービスを展開している。
2018年、一般社団法人JCイノベーション協会顧問に就任。2019年12月に開催されたJCイノベーション協会の会議に顧問として挨拶を依頼されたが、当該会議に安全保障上の懸念が判明したため、判明後すぐに参加を辞退し、同月にJCイノベーション協会の顧問を辞任した。

### 政治家

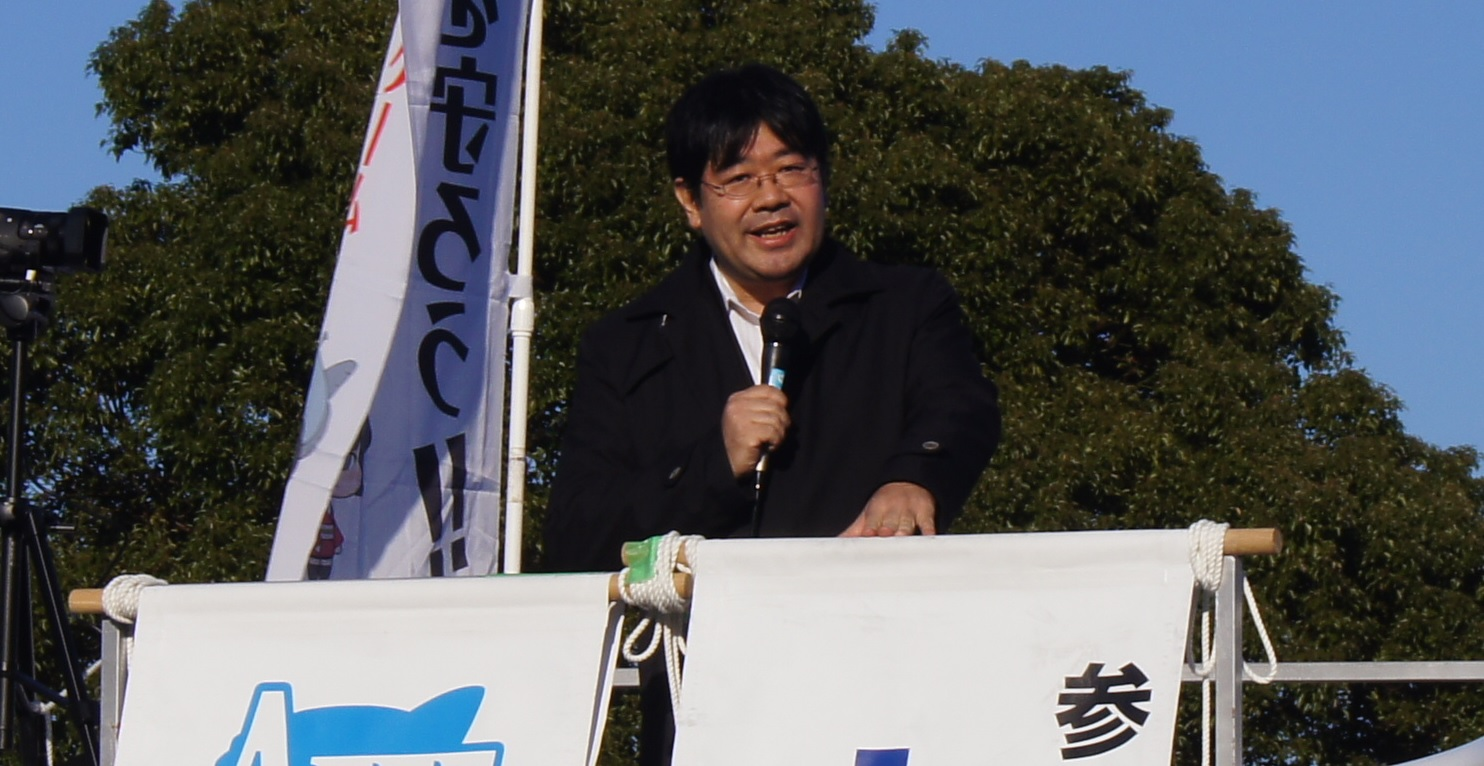
演説中の山田（2015年撮影）

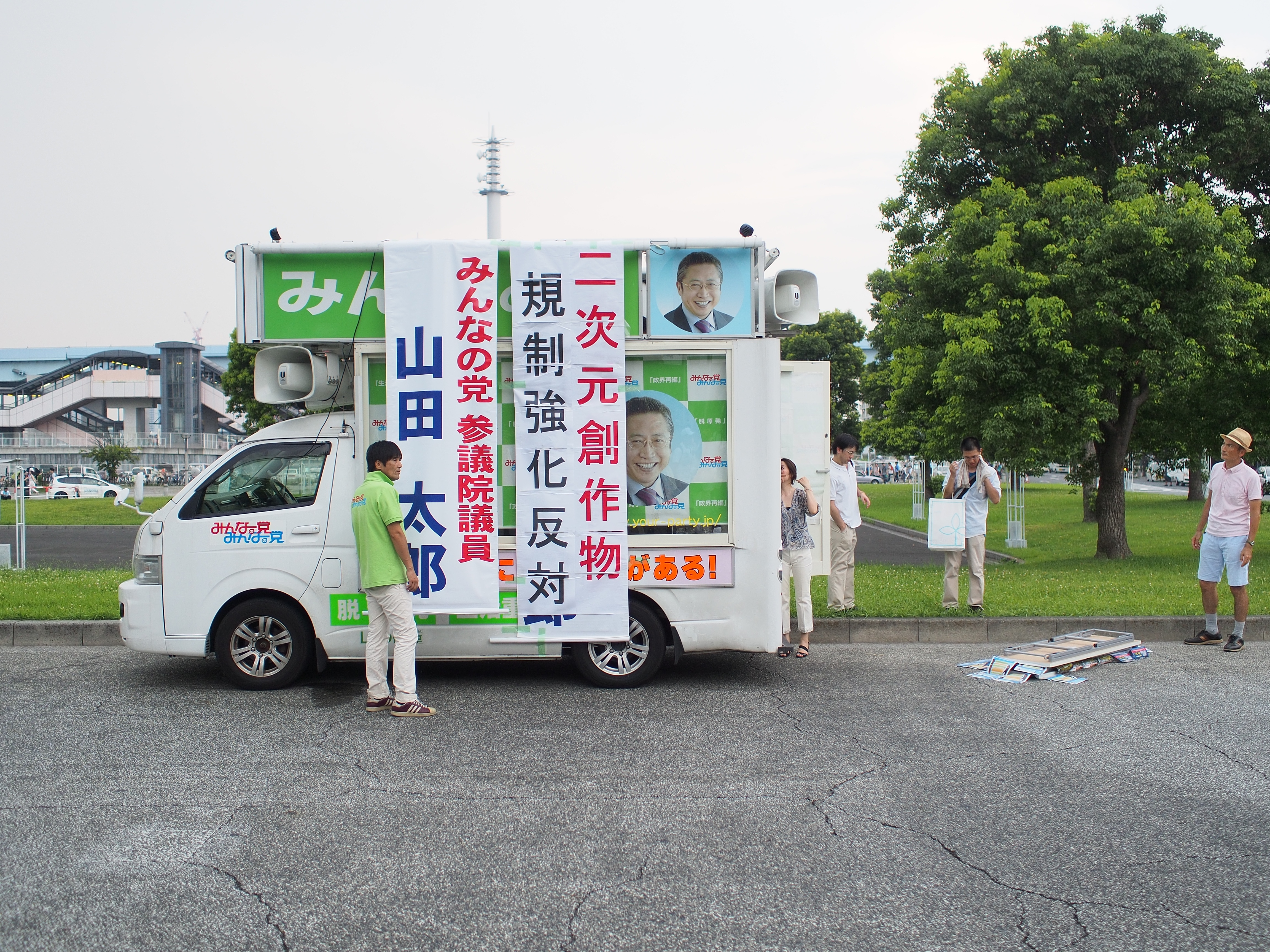
みんなの党時代の山田太郎の街宣車

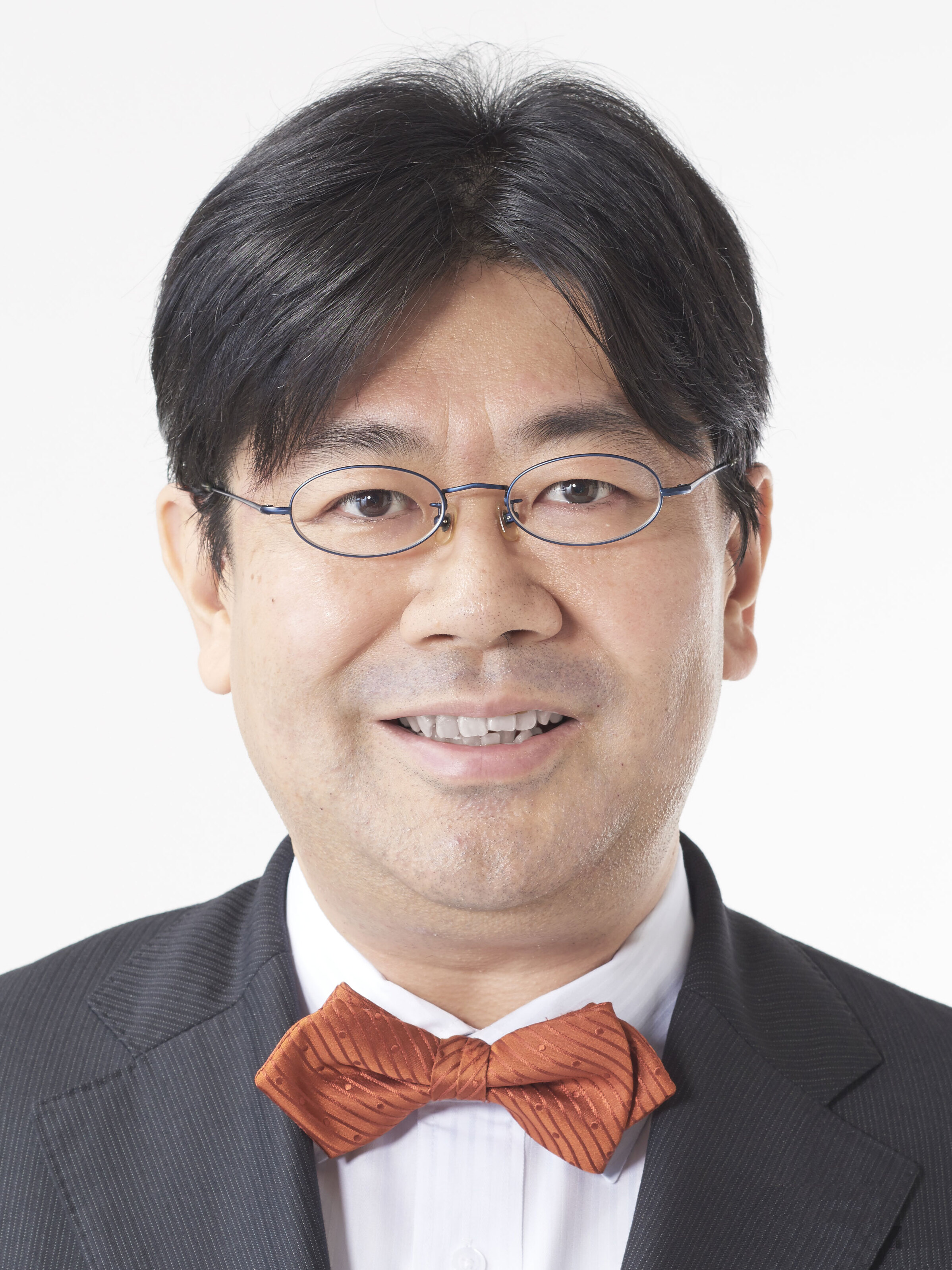
文部科学大臣政務官兼復興大臣政務官の就任に際して公表された公式肖像写真

2010年、第22回参議院議員通常選挙にみんなの党の比例代表候補として立候補するも落選。
2012年12月14日、比例区の上位当選者の第46回衆議院議員総選挙への立候補に伴う自動失職により、比例8位の真山勇一、同9位の藤巻幸大とともに繰り上げ当選となった（山田は10位）。2013年、みんなの党アジェンダ2013（第23回参議院選挙向政策公約）の作成のとりまとめ統括を行った。
2013年、副幹事長・政策調査会副会長に就任、併せて政策調査会・経済財政部門（金融財政・農林水産・経済産業・国土交通分野）部門長兼務。
2014年、みんなの党が解党し、所属していた参議院議員のうち6名で2015年1月1日付けで新会派日本を元気にする会（元気）を結成。第188回特別国会の首相指名選挙では同会派は自由投票とし、山田は自らに投票した。2015年に「日本を元気にする会」の結党に参加し、政調会長・幹事長代行に就任する。
2016年、日本を元気にする会に対して離党届を提出、4月26日におおさか維新の会への入党が了承された。第24回参議院議員通常選挙では埼玉県選挙区の同党の公認候補者として発表された。しかし、翌27日に比例代表ではなく埼玉県選挙区の候補者とされたことに異を唱え、おおさか維新の会に対して離党届を提出した。これに対し、おおさか維新側は「埼玉県選挙区での出馬は了解の上での入党だった」として離党を認めず、除名された。また、日本を元気にする会も保留されていた離党届を受理。離党後も会派「日本を元気にする会・無所属会」には所属していたが、6月8日、次期参院選比例区に新党改革の比例名簿から立候補することが発表された。山田は次期参院選の比例区には新党改革に所属せず同党推薦で同党の比例名簿から出馬することを説明した。
2016年の第24回参議院議員通常選挙では参議院比例区に新党改革の比例名簿から出馬したが、新党改革が比例で議席を獲得できなかったため落選。9月9日、地域政党自由を守る会の顧問に就任し、2018年まで務めた。
2019年3月、自由民主党は同年夏の第25回参議院議員通常選挙の比例区候補者に山田の公認を決定した。53万票と党内最多得票を目標に掲げ、組織の支援なくSNSやインターネットを巧みに利用した活動により、目標を超える540,077票（党内2位、当選者50人中3位）を集め3年ぶりに返り咲きを果たした。
2021年10月6日、第1次岸田内閣においてデジタル大臣政務官兼内閣府大臣政務官に任命され、2022年8月12日まで務めた。
2023年9月15日、第2次岸田第2次改造内閣において文部科学大臣政務官兼復興大臣政務官に任命された。しかし、妻以外の女性と不適切な関係を持っていたことが同年10月25日に発覚し、翌26日に政務官を辞任した（詳細は#不倫問題）。
2024年11月28日、参議院地方創生及びデジタル社会の形成等に関する特別委員長に就任した。
2024年12月26日、翌年7月の第27回参議院議員通常選挙参議院比例区公認候補として擁立することが自民党から発表された。2025年7月20日の投開票の結果、381,185票を集めて再選。

## 表現の自由を守る会

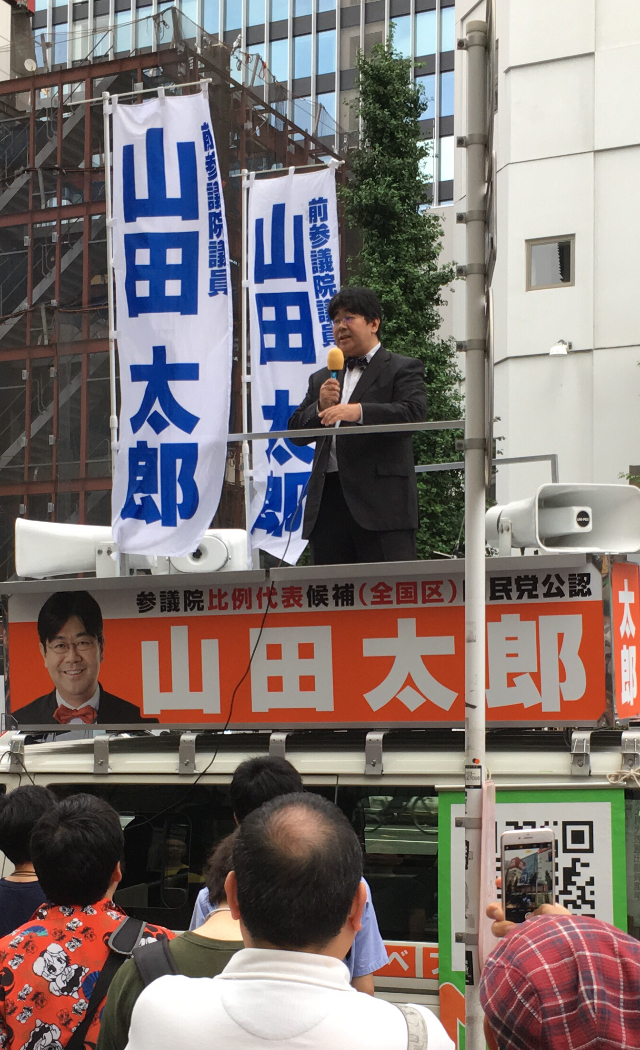
演説中の山田（2019年撮影）

山田は2010年の第22回参議院選挙期間中からマンガ・アニメ・ゲーム等の表現規制に一貫して反対している。表現規制に関心を抱いていたのは、娘がコスプレイヤー・腐女子であり、娘を通して表現規制に不安を感じる人々がいることを知ったためと述べている。繰り上げ当選してからコミックマーケット開催時東京ビッグサイト最寄りの東京臨海高速鉄道りんかい線国際展示場駅前で表現規制に反対する演説を行っている。
また、山田はエンターテイメント表現の自由の会 (AFEE) の名誉顧問でもあり、同団体がコミックマーケットにサークル参加した時に売り子として参加している。2012年12月から2016年7月および2019年7月から2020年12月までは、同団体の編集長を務める坂井崇俊を自身の公設第一秘書に置いていた。坂井は秘書退任後も、引き続きエンターテイメント表現の自由の会代表（編集長）を務めている。
2016年2月14日、山田は表現の自由を政策に掲げる政治団体「表現の自由を守る党」を結党した。結党の理由として、既存政党の一員として表現の自由について活動していた際に、「表現の自由を守ることは支持するが政党の他の政策が嫌い」という支持者を見かけたため、「シングルイシューで表現の自由を守っていくパーティというかグループは必要だろう」と考えたためと述べている。また、国会議員だけではなく地方議員との連携も目指し、将来的には政党要件を満たして国政政党として活動することも視野に入れている。
第24回参議院選挙で比例区からの出馬に固執し、大阪維新の会と衝突した理由として「表現の自由が重要な政治的関心事であることを示すため」としている。また、そのために落選する場合でも「負けるなら、惜しいところで負けないと」と述べた。大阪維新の会からは除名されたため新党改革から出馬し、選挙ではオタク層の若者などから幅広く支持された結果、野党の比例候補では最多となる291,188票の得票数を集めたが、新党改革の政党票が伸びず党として議席を獲得できなかったため落選した。再選には至らなかったものの約29万得票を集めたことについて、山田を長年支援してきた漫画家の赤松健は「オタク層が票田になる可能性を示した」とコメントした。
第25回参議院選挙で自民党から出馬・当選した後も、「表現の自由を守る会」として活動を継続している。また、2021年8月には漫画家の赤松健が「表現の自由を守る会」の最高顧問に就任した。同年12月、自由民主党は2022年の第26回参議院選挙の比例区候補者として赤松の公認を決定した。赤松によると、自民党内では山田の獲得した「オタク票」を警戒し表立って表現規制を表明する議員はいなくなったが、山田以外に積極的に創作側に立つ議員は増えていないため、山田が体調不良などで動けなくなった場合に備える意味もあって立候補したという。赤松はマンガやアニメなどへの表現規制反対で支持を集め、参議院比例区の全候補者中トップの528,053票を獲得して初当選した。常に創作側に立つ議員がいる状態にするため、赤松とは立候補のタイミングを調整している。

## 政策・主張

### 表現の自由・創作物保護の政策・主張
- 成人向け作品における局部修正の要因となっている刑法175条について、古い価値観に基づくものとして批判している[67]。
- 創作物への規制の動き[注 8]に懸念を示しており[68]、 児童ポルノ禁止法の規制対象にマンガやアニメなどの創作物を含めようとする動きにも反対している[69]。
- 青少年健全育成基本法案についても、マンガやアニメなどの表現規制につながるものとして反対している[70]。
- コンテンツ二次創作は、コンテンツ文化に必要なものだと主張している。TPP協定の内容に「著作権侵害を非親告罪とする」との内容が存在していたため、TPP交渉担当官への働き掛けや国会質疑等を通じて、著作権侵害の非親告罪化の対象を海賊版に限定することができた[71]。2019年の著作権法改正案に、スクリーンショットを違法とする内容が含まれていた際、首相官邸やMANGA議連への働きかけ、規制対象から除外した[72]。また当時、自民党知財調査会の小委員会事務局長として、2020年の著作権法改正を主導、ダウンロード違法化の範囲を慎重に設定した[72]。知的財産を守るとの観点から、海賊版対策には力を入れており、サイバー犯罪に対応するための国の捜査機関「サイバー警察局」を2022年設置し、発信者情報の開示を1回の手続で可能とする新たな裁判手続を創設した[73]。
- 日本国内のコンテンツダウンロード販売サイトで国際系クレジットカードが利用不可となっていた問題について、米国Visa本社を訪問して現地責任者と直接交渉し[74]、Visaの副社長から「特定の用語（キーワード）を含むコンテンツについて取扱ってはならないと言った指示を出した事はない」との見解を得た[75]。2025年6月、「映像産業戦略推進研究会」という、会長に岸田文雄前総理を擁した、クレジットカード問題の解決を重要テーマの一つとする研究会が発足した[76]。
- 2019年12月、国連総会にてサイバー犯罪条約（ハノイ条約。通称、新サイバー犯罪条約）が提起された[77]。この条約については、児童の性虐待・性搾取を防ぐための条項における規制の範囲が曖昧で、文章や音声を含む証拠的、科学的、または芸術的価値のある資料を含むあらゆるものが犯罪化の対象になってしまう懸念が電子フロンティア財団とヒューマン・ライツ・ウォッチにより指摘されている[78][79][80]。また、この条項は創作物の表現規制につながるのではないかという懸念が指摘されており、特に架空の子供を描いたマンガやアニメなどの創作物が犯罪化の対象となるおそれがある[78][80]。これらの事態を未然に防ぐため、山田は2021年末頃から外務省に新サイバー犯罪条約について働きかけを開始し、2023年当時の林外務大臣と岸田内閣総理大臣に対する国会での質問で、「表現の自由を不当に制限するような内容とならないよう条約交渉を進めていく」という答弁を引き出した[78][80]。また、山田自ら新サイバー犯罪条約について議論を行うアドホック委員会の副議長を務めている日本の外務省の割澤広一 国際安全治安対策協力室長や、アドホック委員会の取りまとめ責任者であるジョン・ブラッドリーノ UNODC条約局長 等といった関係者らと協議を行った[78][80]。これらの取り組みや、事態を把握した日本の外務省による各国への働きかけにより、新サイバー犯罪条約の児童の性虐待・性搾取を防ぐための条項には、各国の判断により犯罪化の対象を【実在する人物を描写または表現しているもの】【児童の性的虐待または性的搾取製造物を視覚的に描写しているもの】に限定することができる留保規定（除外規定）が設けられることとなった[78][80]。2024年12月、国連総会にて新サイバー犯罪条約が採択された[81]。山田は「我々の方でもがんばって、日本は留保規定というのをつけ、非実在のものに関しては規制の対象外とする方向です」と述べている[82]。

#### 「検閲の禁止・通信の秘密」を守るための政策・主張
- 2016年3月7日の参議院予算委員会で、「電子メールもこの（憲法第二十一条第二項後段の）通信の秘密の保護の対象になると考えられております」という答弁を引き出す[83]。
- インターネット上の誹謗中傷が社会問題になった際、インターネット上での匿名投稿が問題視された。山田は、日本国憲法21条1項は匿名で表現する自由も認めていることや、韓国の例等から実名義務化に誹謗中傷を減らす効果がないこと等を指摘し、慎重な議論を主導。侮辱罪の法定刑の上限引き上げとそれに伴う公訴時効の長期化、新たな発信者情報開示制度の創設など、実効的な対策を実現した[84]。
- 政府によるブロッキングには反対であると主張している。海賊版対策としてのブロッキング導入が議論となった際、政府と議論を重ね、財産権を理由として軽々しく通信の秘密を制約するべきではないこと、ブロッキングは通信の秘密を大きく侵害する一方で海賊版対策の効果が小さいことを認めさせ、総合対策メニューの取組から外れた[85]。「オンラインカジノ・ブロッキング問題院内勉強会」において、まずはクレジットカード会社等に対する規律を整備すべきで、オンラインカジノ規制のためにブロッキングを行うことは、通信の秘密を大きく侵害する一方でオンラインカジノ対策としての効果が小さいと主張した[85]。
- ネット等での不快な広告配信の問題について、山田は「違法ではないコンテンツは、法的根拠がない以上、政府が規制することは許されない。『広告含むあらゆるコンテンツ』は様々なため、受け手側でフィルタリング等で対処すべき（ただし、受け手側が対処しやすいような工夫はなされるべき）」と主張している[86]。

#### クリエーター・フリーランスの支援
- インボイス制度に反対[87]。2016年3月29日の参議院本会議において、インボイス制度の導入を含む「所得税法等の一部を改正する法律案」には反対票を投じた[88]。2022年9月1日、声優の甲斐田裕子は、福宮あやの、咲野俊介らと共同で、インボイス反対の陳情のため議員会館を訪れ、インボイス反対を公約に掲げた赤松健と山田に1時間半面会した。甲斐田は山田の秘書に「延期は無理だよね、法律に書かれているから」と言われたと主張し、インボイス延期への期待を裏切られたとして衝撃を受けたという[89]。一方で、同席した福宮からは現実的な道を考えていた[90]との意見や、面会で双方向性の議論ができた[91]との意見もあった。その後山田は2022年11月18日の自民党税制調査会で、制度の延期を含めた見直しを提言[92]。

- アニメーターなど労働法や下請法が適用されないフリーランスを不当な契約や過酷な就業環境から保護するため、フリーランス新法の制定に尽力した[93]。
- 生成AI内で、声優等の声が無断で利用されていることを問題視。2024年に国会で国に要請し、政府から不正競争防止法での声の保護の可能性を初めて引き出す。その後2025年、経済産業省が不正競争防止法の考え方を整理し、具体的な違反事例も複数明示した[94]。

#### 創作物のアーカイビング
- 国立国会図書館のデジタル化の遅れに対して課題意識を示し、参議院内閣委員会での質疑を通じて、主な要因が予算不足であることを明らかにした[95]。その後、自民党内の知財コンテンツ小委員会の事務局長として、衆参両院議長および議院運営委員会に対し、図書館のデジタル化推進を求める提言書を提出した[96]。これらの動きを背景に、約207億円の関連予算が確保された。全文検索機能の導入や、絶版本のオンライン閲覧が可能になるなど、サービスの利便性向上が進んだ。 また、同事業は障がい者の就労機会創出とも関連づけられ、約3.4万人がデジタル化作業に従事したとされている。

### 子どもの命を守るための政策・主張
- こども家庭庁創設の提唱者の一人。児童虐待やこどもの問題を総合的に取り扱う省庁が不在であったため、2016年、当時の菅義偉官房長官と世耕弘成官房副長官に「こども庁」創設に向けた私案を手交[97]。2021年1月24日、菅義偉内閣総理大臣（当時）と公邸にて1対1で面会した際、「こども庁」の創設を主張[98]。2020年夏頃から、自見英子参議院議員と共に、「こども庁」創設に向けた議論を開始。その後、自民党若手議員を集め「Children Firstのこども行政のあり方勉強会～こども庁創設に向けて～」を立ち上げ、30回以上の勉強会を開催した[注 9]。勉強会をもとに、名称を「こども庁」とするよう主張[103][104]。創設後も、こども家庭庁が少子化対策の行政機関ではなく、こども政策のための行政機関となるよう主張[105]。
- こども政策に関心が高い。こどもの自殺を減らすため、文部科学省と交渉し2022年12月に改訂した生徒指導提要に不適切指導による自殺・不登校について盛り込み[100][106]、2025年2月には自民党のこどもの自殺対策支援プロジェクトチームの座長に就任[107][108]。こどもの権利を包括的に定める「こども基本法」制定にも尽力[109]。その他、生徒指導提要の改定[110]、コミッショナー創設[111]、CDRの導入[101][112]、赤ちゃんポストと出自を知る権利の保障[113][114]、日本版DBSの構築[102][115]にも取り組む。
- 障がい児は成長に伴い、車椅子など高額な補装具の買い替えが必要、という問題に対し、所得制限による支援の打ち切りが問題であると主張。2024年4月、「補装具の所得制限撤廃」を実現した[116]。

### デジタル化推進・その他
- コンピュータゲームを行うことを依存症と位置付ける論調、およびゲーム規制に反対している[117]。2021年3月16日の国会質疑で、ゲーム・ネット・スマホ依存について原因・予防法・治療法に関する科学的知見がないことを確認[118]。
- 日本のロボット産業を、他国に遅れを取らないものにすべきと主張[119]。2015年から10年間更新されていない日本のロボット戦略を転換するため、2025年3月27日にロボット議員連盟を参議院議員会館にて設立総会を実施、発案者の山田は議連の事務局長となる[120]。
- 花粉症の対策に、政府はもっと本腰を入れるべきであると主張[121]。国会質疑は2013年から行っており、2023年4月3日には当時の岸田内閣総理大臣に花粉症は社会問題であることを明言させ、関係閣僚会議の開催に繋げた[122][123]。
- 2023年に施行された不同意性交等罪への改正および撮影罪創設に伴う条文審査に関して、性被害をなくす必要な法改正は重要であり2法案とも賛成だが、当初案では条文や運用の曖昧さ、過剰規制の可能性がありその点に対応が必要だと主張[124][125]。

## 所属議員連盟
- マンガ・アニメ・ゲームに関する議員連盟 事務局長代行（超党派）[17]
- ロボット議員連盟 事務局長
- Children First の子ども行政のあり方勉強会 共同事務局
- ひきこもり支援推進議員連盟 幹事
- コンテンツ産業振興議員連盟
- スタートアップ推進議員連盟
- 障がい者の自立のために所得向上をめざす議員連盟
- 超党派 花粉症対策議員連盟
- 少子化社会対策議員連盟
- 児童の養護と未来を考える議員連盟
- 障がい者所得倍増議員連盟
- 超党派 オンラインゲーム・eスポーツ議員連盟
- 自殺対策を推進する議員の会
- 子どもの貧困対策推進議員連盟
- 発達障害の支援を考える議員連盟
- 超党派 成育基本法推進議員連盟
- 「こどもホスピス」を応援する議員連盟
- 認定こども園を推進する国会議員連盟

## その他

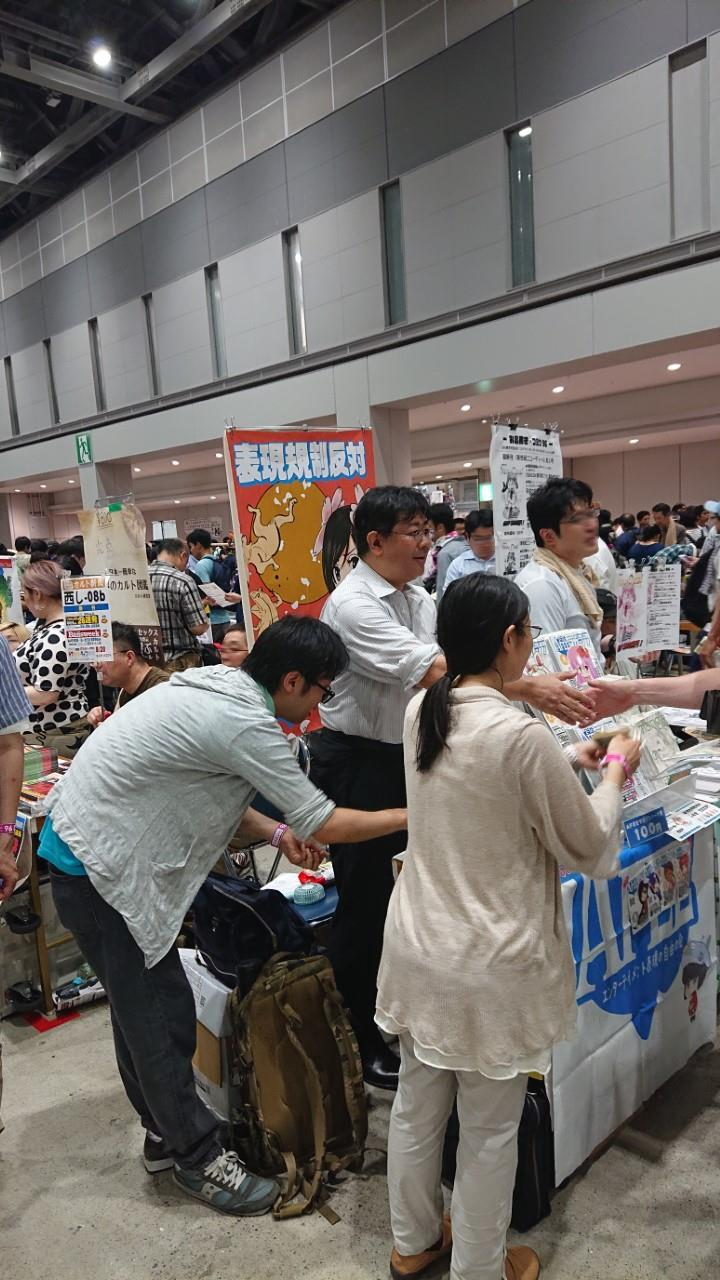
コミックマーケット96で売り子をする山田太郎、2019年8月

### 選挙手法
餅つきや盆踊りへの参加など地元のイベントへの参加や業界団体との付き合いなどを重視する従来型のドブ板選挙ではなく、SNSやネット動画を利用した選挙活動により多くの票を獲得した。
また、自民党議員向けにSNSを利用した選挙活動の勉強会も開いている。

### 議員秘書
2025年現在、山田の秘書は2019年から変わりない。
政策秘書の一人である小山紘一弁護士は、GAFAMなどからロビー活動を直接受ける側であり、著作権関連の政策などに政策秘書として携わる。法律事務所に所属しながら山田の政策立案に小山の問題意識を直接反映できる機会も多く、官僚とやりとりで「運用場面で課題になりうる点など、実務家の視点から疑問を伝えられる」ことが強みだと述べた。

### 不倫問題
2023年10月25日、文春オンラインが山田が妻以外の女性と不適切な関係を持っていたと報じた。報道当日の10月25日、山田は自身のTwitterで「妻以外の女性と男女の仲になった点は事実で、深くおわび申し上げる」と謝罪し、盛山正仁文部科学大臣に辞表を提出した。ただし、政務官は辞任しても離党や議員辞職はしないとした。辞表は翌26日に受理され、山田は文部科学大臣政務官及び復興大臣政務官を辞任した。後任には自民党参議院議員の本田顕子が指名された。
報道後、岸田文雄首相は「誠に遺憾であり、任命責任を重く受け止めている」と述べた。また、立憲民主党の長妻昭政調会長は「（教育を司る文部科学省の政務官であればなおのこと）雲隠れは許されない」、公明党の山口那津男代表は「任命のところからしっかり出直して頂きたい」などの批判的な意見を表明した。一方で、日本維新の会の馬場伸幸代表から「能力があれば職務を継続していい」との擁護や、盛山文部科学大臣から「大変有能な方で、残念」との声も聞かれた。

### 旧統一教会との関係
2022年9月に共同通信社が実施したアンケートに対して、旧統一教会（現・世界平和統一家庭連合）またはその友好・関連団体等、信者から資金、選挙支援を受けておらず、集会出席・祝電打電等を行っていないと回答した。また、朝日新聞社が実施したアンケートに対しても同様の回答をした。
しかし、2019年11月に教団系メディア『世界日報』のイベントである「令和元年・自由民権大演説会」に山田が登壇していたことが、鈴木エイト作成の「旧統一教会関連団体と関係があった現職国会議員168人」により明らかになった。山田は本件に関して、統一教会そのもののイベントではなかったものの、関係者についての事前確認が不十分だった面があるとして反省の弁を述べている。

### 人物
- 趣味は執筆活動・旅行（世界3周・50ヵ国以上訪問歴）・乗馬[17]。
- 家族は妻と娘[17]。娘は腐女子で、妻を連れてコミックマーケットにブースを出しており、山田は家族を「コミケ一家」と表現している[54]。妻とは学生時代からの付き合い[131]。
- 山田の政治の原点は、先述の母子家庭および債務超過に陥った会計制度の変更であるとしており、「結果を出すこと」が政治家としての使命としている[21][142]。
- 経営や政治活動の傍ら東京大学工学部で14年間講師を勤めた。当時受け持っていた「アントレプレナーシップ講座」の教え子に安野貴博がいる[143]。

## 著書

### 単著
- 『製造業のIT戦略と実践』（プラントメンテナンス協会）2001年3月 ISBN 978-4889562033 - 中国語版（台湾）も出版される
- 『製造業のPLM・CPC戦略』（プラントメンテナンス協会）2002年7月 ISBN 978-4889562330
- 『製造業のPLMと技術経営(MOT)』（プラントメンテナンス協会）2003年7月 ISBN 978-4889562491
- 『実践！PLM戦略』（PHP出版）2005年6月 韓国語版、中国語版（北京）も出版される
- 『次世代プロフェッショナルの働き方―27歳からのシゴト論』（経済界）2006年6月 ISBN 978-4766783704
- 『日本製造業の次世代戦略』（東洋経済新報社）2007年2月 ISBN 978-4492761618
- 『アジアで儲けるには経営の発想を変えよ』（日本経営合理化協会）2015年6月 ISBN 978-4891013424
- 『日本版インダストリー4.0の教科書』（日経BP）2016年4月 ISBN 978-4822239879
- 『「表現の自由」の守り方』（星海社新書）2016年4月 ISBN 978-4061385863
- 『ネットには神様がいる～ネットが票にならないが覆った日～』（日経BP）2016年11月 ISBN 978-4822239886
- 『「表現の自由」の闘い方』（星海社新書）2022年3月24日
- 『こども庁ー「こども家庭庁創設」という波乱の舞台裏ー』（星海社新書）2023年8月

### 共著
- 『初めてのバリューチェーンマネジメント』（奥村直正との共著、工業調査会）1999年4月
- 『著作権法50周年に諸外国に学ぶデジタル時代への対応』（城所岩生ほかとの共著、講談社） 2021年3月
- 『「表現の自由」の闘い方』（赤松健との共著、星海社新書）2022年3月 ISBN 978-4065270844

### 翻訳
- デイブ・ガーウッド『部品表 (BOM) 入門』（日経BP）2003年10月
- デイブ・ガーウッド『製造業のBOM入門 増補版』（日経BP）2006年12月

他に論文・寄稿多数、特に製造業分野、設計分野の寄稿が多く、日経などの専門誌に記事が多数掲載されている。

## 選挙歴
| 当落 | 選挙                     | 執行日         | 年齢 | 選挙区       | 政党       | 得票数     | 得票率 | 定数 | 得票順位 /候補者数 | 政党内比例順位 /政党当選者数 |
| ---- | ------------------------ | -------------- | ---- | ------------ | ---------- | ---------- | ------ | ---- | ------------------ | ---------------------------- |
| 繰当 | 第22回参議院議員通常選挙 | 2010年07月11日 | 43   | 参議院比例区 | みんなの党 | 3万663票   | 0.38%  | 48   | 10/23              | 10/7                         |
| 落   | 第24回参議院議員通常選挙 | 2016年07月10日 | 49   | 参議院比例区 | 新党改革   | 29万1188票 | 50.14% | 48   | 1/                 | 1/0                          |
| 当   | 第25回参議院議員通常選挙 | 2019年07月21日 | 52   | 参議院比例区 | 自由民主党 | 54万77票   | 3.04%  | 50   | 4/33               | 4/19                         |
| 当   | 第27回参議院議員通常選挙 | 2025年07月20日 | 58   | 参議院比例区 | 自由民主党 | 38万1185票 |        | 50   | 4/31               | 4/12                         |